# Командный чемпионат СССР по спидвею 1978

## Высшая Лига
| М | Команда                    | Матч | Очки |
| - | -------------------------- | ---- | ---- |
| 1 | «Турбина», г. Балаково     | 14   | 26   |
| 2 | «Кировец», г. Новосибирск  | 14   | 22   |
| 3 | «Башкирия», г. Уфа         | 14   | 18   |
| 4 | «Баррикада», г. Ленинград  | 14   | 15   |
| 5 | «Жигули», г. Тольятти      | 14   | 13   |
| 6 | «Восток», г. Владивосток   | 14   | 7    |
| 7 | «Локомотив», г. Даугавпилс | 14   | 6    |
| 8 | «Гидропривод», г. Шахты    | 14   | 5    |

## Первая лига

### Финал
| М | Команда                    | Матч | Очки |
| - | -------------------------- | ---- | ---- |
| 1 | «Нефтяник», г. Октябрьский | 2    | 4    |
| 2 | «Восход», г. Вознесенск    | 2    | 2    |
| 3 | «Луч», г. Фергана          | 2    | 0    |

### 1 зона
| М | Команда                  | Матч | Очки |
| - | ------------------------ | ---- | ---- |
| 1 | «Восход», г. Вознесенск  | 8    | 14   |
| 2 | «Стрела», г. Луховицы    | 8    | 12   |
| 3 | «Радуга», г. Ровно       | 8    | 8    |
| 4 | «Лтава», г. Полтава      | 8    | 6    |
| 5 | «Шахтёр», г. Червоноград | 8    | 0    |

### 2 зона
| М | Команда                    | Матч | Очки |
| - | -------------------------- | ---- | ---- |
| 1 | «Нефтяник», г. Октябрьский | 10   | 16   |
| 2 | «Тайфун», г. Элиста        | 10   | 14   |
| 3 | «Арциви», г. Тбилиси       | 10   | 8    |
| 4 | «Цементник», г. Черкесск   | 10   | 4    |
| 5 | «Агидель», г. Уфа          | 10   | 4    |
| 6 | «Масис», г. Ереван         | 10   | 4    |

### 3 зона
| М | Команда                    | Матч | Очки |
| - | -------------------------- | ---- | ---- |
| 1 | «Луч», г. Фергана          | 12   | 18   |
| 2 | «Урал», г. Стерлитамак     | 12   | 16   |
| 3 | «Кузбасс», г. Кемерово     | 12   | 16   |
| 4 | «Салават», г. Салават      | 12   | 14   |
| 5 | «Вятка», г. Вятские Поляны | 12   | 10   |
| 6 | «Омич», г. Омск            | 12   | 2    |
| 7 | «Урожай», г. Мелеуз        | 12   | 2    |

## Медалисты
| «Турбина», г. Балаково    | Вл. Гордеев, Вал. Гордеев, В.Калмыков, А.Миклашевский, С.Денисов, С.Дюжев, В.Панькин, Н.Симонов, В.Яшкин, М.Шумилов, В.Михайлов, Н.Лукьянов, И.Батищев                        |
| «Кировец», г. Новосибирск | В.Пазников, Ю.Дубинин, В.Кузнецов, А.Суханов, Г.Щербинин, В.Бибанин, Ю.Павлюченко, А.Павлюченко, В.Клычков, А.Басманов, П.Беляев, С.Конищев, С.Архангельский, В.Архангельский |
| «Башкирия», г. Уфа        | М.Старостин, Н.Корнев, А.Сухов, О.Рахимов, З.Гафуров, А.Халявин, А.Мухин, Е.Витрик, В.Нугаев, Н.Кабанов, Ш.Нигматуллин                                                        |